# جيمي فير
جيمي فير هو شخصية أعمال وسياسي أمريكي، ولد في 18 ديسمبر 1945 في مقاطعة بينفيل في الولايات المتحدة. نشط حزبياً في الحزب الديمقراطي والحزب الجمهوري. وقد انتخب عضو مجلس نواب لويزيانا ‏.